# Catedral de Klagenfurt
La catedral de Klagenfurt se encuentra situada en el centro de Klagenfurt, estando consagrada a San Pedro y a San Pablo. Aunque la construcción originaria era protestante en el siglo XVI, es, desde 1604, católica. Esta catedral es la Iglesia más antigua construida en estilo de Vorarlberg de Austria y es considerada hoy en día como una de las construcciones protestantes más importantes de la zona germánica. Pertenece a la diócesis de Gurk.

## Historia

### Protestantes en Klagenfurt
La actual catedral católica fue originariamente una sede de culto protestante, que en el año 1578 fue construida por el Landstände, los gobernantes de Klagenfurt en aquel momento. En un primer momento fue consagrada a la Santísima Trinidad.
En el siglo XVI, la fe protestante tuvo una gran acogida en Carintia, siendo a partir de 1563 oficial en Klagenfurt también. La catedral de aquella época se construyó como una simple y espaciosa construcción con una doble galería en los dos pisos por encima de la sala principal.

### Contrarreforma
En noviembre de 1600 vino por primera vez a Klagenfurt una comisión de la Contrarreforma con el obispo Brenner al frente, y los ciudadanos de la ciudad aceptaron pacíficamente el cambio hacia la fe católica.
La iglesia fue confiada a los Jesuitas, quienes sin demora la transformaron en una iglesia católica y la consagraron a San Pablo y a San Pedro. Así, construyeron varias capillas en los muros de los pasillos laterales de la zona sur y norte y comenzaron a emplear una rica decoración de estuco. En 1665 se construyó un nuevo altar en el presbiterio. En el mismo año se construyó en el lado sur la capilla de Franz-Xaver, que fue creada por el príncipe Orsini-Rosenberg como capilla funeraria para su familia.

### Conversión en catedral
En el año 1773 los Jesuitas abandonaron Klagenfurt, por lo que la iglesia perdió importancia, hasta que en el año 1787 el obispo se mudó a Klagenfurt. Con ello la iglesia se convirtió en catedral e iglesia parroquial de la ciudad.
En los últimos dos siglos han tenido lugar varias restauraciones, como una restauración completa del interior desde el año 1973, en la que también se renovó la fachada que da a la Domplatz.

## Domplatz

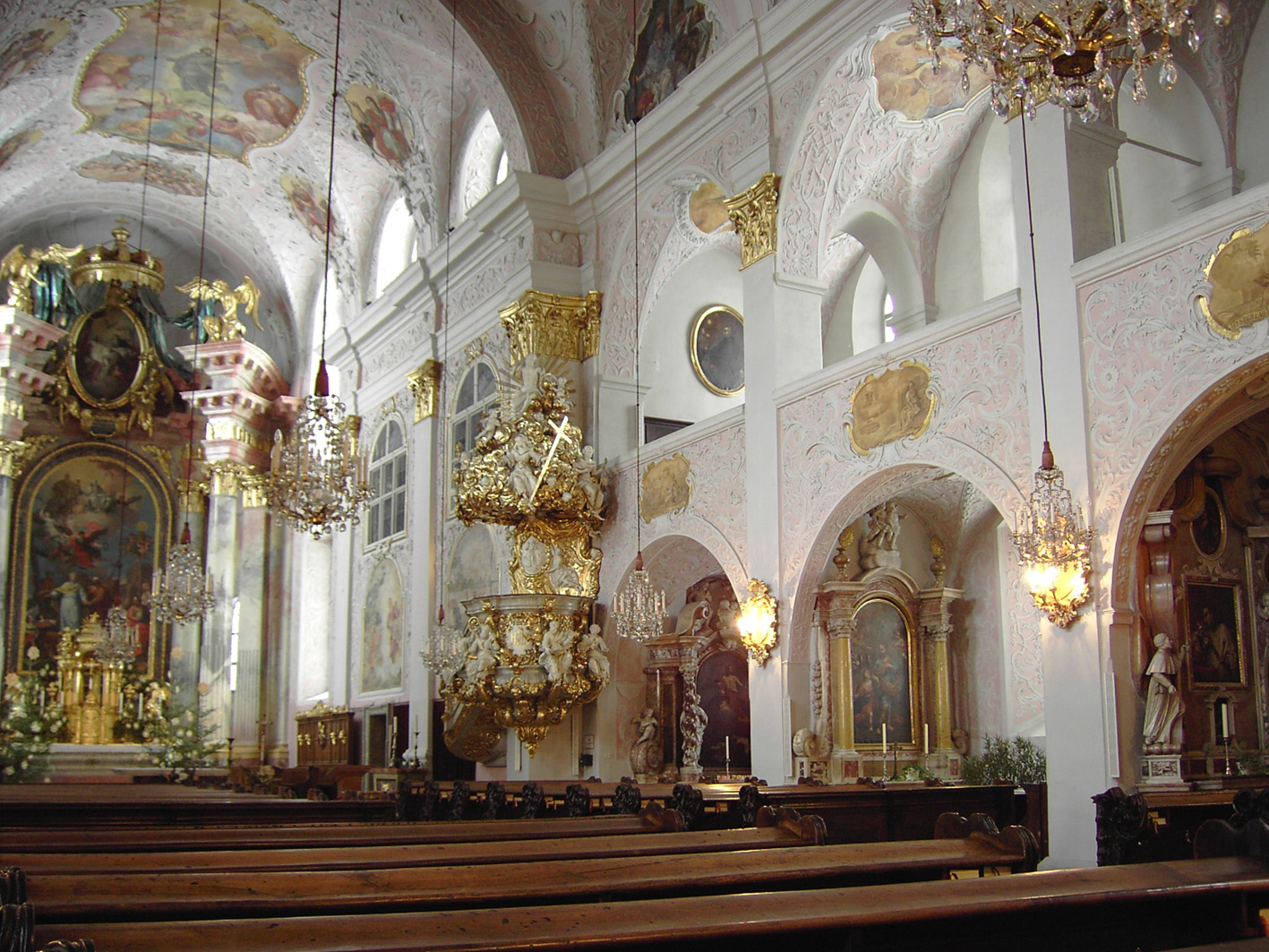
Interior de la catedral de Klagenfurt

Hoy en día se muestra la catedral soberbia, gracias a su entrada principal bajo una torre de cerca de 100 de altura en la Domplatz. Sin embargo, esta panorámica de la catedral es reciente, ya que durante siglos la entrada principal al templo se encontraba en el lado norte.
En el lugar donde hoy se encuentra la Domplatz y la entrada principal actual de la catedral, existía anteriormente un hospital de los protestantes, que estaba unido a la catedral a través de un patio con soportales. Los Jesuitas ampliaron el hospital en el siglo XVII y lo utilizaron como un colegio. Una vez que los Jesuitas abandonaron Klagenfurt, se utilizó este edificio como un cuartel, hasta que en la Segunda Guerra Mundial fue severamente dañado en un bombardeo.
En 1964 se decidió la demolición del antiguo hospital. Entonces tenía la Iglesia un atractivo espacio delante de ella, la Domplatz o Plaza de la Catedral, pero le faltaba una fachada en esa zona que la hiciese vistosa. Para remodelarla se convocó un concurso que ganó el proyecto de Ewald Kaplaner, que a partir de 1973 construyó una fachada armónica con el edificio y que recuerda al Landhaus de la misma ciudad.
- Wikimedia Commons alberga una galería multimedia sobre Catedral de Klagenfurt.

- Datos: Q261423
- Multimedia: Klagenfurt Cathedral / Q261423